# Sigara alternata
Sigara alternata är en insektsart som först beskrevs av Thomas Say 1825.  Sigara alternata ingår i släktet Sigara och familjen buksimmare. Inga underarter finns listade i Catalogue of Life.